# Mason Adams
Mason Adams (New York, 26 februari 1919 – aldaary, 26 april 2005) was een Amerikaans acteur. Hij werd in zowel 1979, 1980 als 1981 genomineerd voor een Primetime Emmy Award, alle drie de keren voor zijn bijrol als Charlie Hume in de dramaserie Lou Grant. Adams maakte in 1954 zijn acteerdebuut als Conrad in een aflevering van de politieserie The Man Behind the Badge. Zijn eerste filmrol volgde in 1975 in de biografische komedie The Happy Hooker, over Xaviera Hollander.

## Filmografie
*Exclusief 17 televisiefilms
- Life Among the Cannibals (1999)
- The Lesser Evil (1998)
- Hudson River Blues (1997)
- Touch (1997)
- Not of This Earth (1995)
- Houseguest (1995)
- Son in Law (1993)
- Toy Soldiers (1991)
- F/X (1986)
- Omen III: The Final Conflict (1981)
- Raggedy Ann & Andy: A Musical Adventure (1977)
- God Told Me To (1976)
- The Happy Hooker (1975)

## Televisieseries
*Exclusief eenmalige gastrollen
- Knight & Daye - Everett Daye (1989, zeven afleveringen)
- Morningstar/Eveningstar - Gordon Blair (1986, zeven afleveringen)
- Lou Grant - Charlie Hume (1977-1982, 114 afleveringen)

## Privé
Adams trouwde in 1957 met Margot Fineberg, met wie hij samenbleef tot aan zijn overlijden. Samen met haar kreeg hij dochter Betsy en zoon Bill.